# Mexico (Philippines)
Pour les articles homonymes, voir Mexico.
Mexico est une municipalité de la province de Pampanga, aux Philippines. Elle a été fondée en 1581 par les Espagnols sous le nom de Novo México, puis Nuevo México.